# Wak

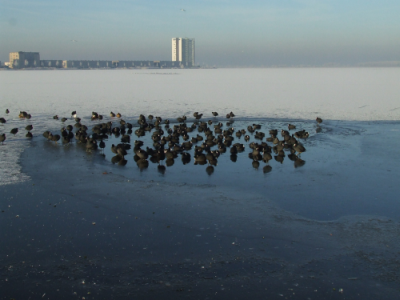
Wak veroorzaakt door grote groep meerkoeten

Een wak is een gat in natuurijs dat, in tegenstelling tot een bijt, door de natuur veroorzaakt wordt. Een windwak is ontstaan door de wind. Beweging in het water door stroming, wind of waterdieren zorgt ervoor dat het water hier minder makkelijk aanvriest; als gevolg hiervan blijft een gedeelte open en is het ijs aan de randen dunner dan verder bij het wak vandaan. Ook bestaat er het Stu-wak. Dit zijn wakken vaak vlak bij een brug, waar iemand al op heeft willen stappen, maar het ijs nog niet dik genoeg bleek te zijn.

## Schaatsen
Een wak kan gevaarlijk zijn voor schaatsers. Daarom worden wakken soms afgezet met een stok of met een waarschuwingsbordje. Een wak is meestal zichtbaar doordat de zijkanten half ijs en half water zijn en vaak een donkere kleur hebben. Echter, een wak kan bij strenge vorst later dichtvriezen met een dunnere laag ijs, waar men gemakkelijk doorheen kan zakken.
Ontsnappen uit een wak, wanneer men eenmaal door het ijs is gezakt, kan lastig zijn doordat de relatief zwakke randen van het wak makkelijk afbrokkelen wanneer er kracht op wordt gezet. Je zult in zo'n situatie eerst het zwakke ijs af moeten breken totdat je bij dikker ijs komt dat je gewicht wel kan dragen en je jezelf weer op het ijs kunt tillen. Een manier om uit het wak te komen is ruggelings tegen de ijsrand te gaan liggen en je met de voeten af te zetten van de tegenoverliggende ijsrand, zodat je het ijs op schuift.
Om iemand uit een wak te redden, kan men een ladder over het wak leggen.